# Ein Abend in Pöseldorf
Ein Abend in Pöseldorf  ist ein Musikalbum von Sven-Åke Johansson und Alexander von Schlippenbach. Die im März 1978 als Aufnahme des NDR im Veranstaltungsort Onkel Pö in Hamburg entstandenen Aufnahmen erschienen am 12. März 2017 auf dem Label Ni-Vu-Ni-Connu.

## Hintergrund
Von Schlippenbach und Johansson hatten bereits 1964 in Paris Kontakt aufgenommen und arbeiteten (nach gemeinsamen Auftritten im Globe Unity Orchestra anlässlich der Berliner Jazztage 1966 und der Donaueschinger Musiktage 1967) ab 1974 als Duo zusammen. Das bisher unveröffentlichte Konzert aus dem Onkel Pö, aufgenommen im März 1978, folgt auf die inzwischen vergriffene LP Kung Bore (FMP, 1978) sowie die nachfolgenden FMP-Alben Live at the Quartier Latin (1976), Drive (1981), Kalfaktor A. Falke und andere Lieder (1983), Blind aber Hungrig – Norddeutsche Gesänge (1986) und Live 1976 / 77 (2000). Bei anderen Labels erschienen weitere Mitschnitte wie Schraubenlieder (2017). Neben ihren Duo-Sessions sind sie auch mit größeren Besetzungen und ähnlichem Programm aufgetreten, dokumentiert auf den Alben Idylle und Katastrophen (1980) und Für Paul Klee (2017). Weiterhin sind sie in musikalisch anderer Ausrichtung auf Peter Brötzmanns Album Up and Down the Lion von 1979 (2012) sowie auf dem Boxset Night and Day Plays Them All (2003) zu hören, auf dem sie 156 Standards mit dem Bassisten Jay Oliver und den Saxophonisten Rüdiger Carl spielten.
Das Album erschien auch als Teil von Sven-Åke Johanssons neun LPs umfassenden Boxsets Blue for a Moment.

## Titelliste
- Alexander von Schlippenbach / Sven-Åke Johansson: Ein Abend in Pöseldorf (Ni-Vu-Ni-Connu nvvc-lp011)[3]

A Kopfsteinpflaster (Muster) 18:56

B1 Schnelle Boote auf der Alster 8:21

B2 ... Abends geht man gern an die Luft 7:29

Die Kompositionen stammen von Alexander von Schlippenbach und Sven-Åke Johansson.

## Rezeption
Nach Ansicht von Mark Corroto, der das Album in All About Jazz rezensierte, würden die drei Stücke zeigen, wie Schlippenbach und Johansson zunächst die Musik von Cecil Taylor und Sunny Murray erst aufgreifen, um sie dann wieder zu verwerfen. Der Pianist würde auch erste Anzeichen seiner Vorliebe für Thelonious Monks Kantigkeit präsentieren, und Johansson beim Opener „Kopfsteinpflaster (Muster)“ die Rolle des Motors übernehmen, nachdem er vom Akkordeon zum Schlagzeug gewechselt hat. Der Höhepunkt dürfte hier „Abends geht man gern an die Luft“ sein; das Duo entwickle hier eine Melodie von der Grundstruktur über einen Nonsense-Chorus (auf dem Akkordeon begleitet) bis hin einer politischen Kundgebung mit Perkussion. So sei ein neues Genre entstanden, free Vaudeville.